# Giacomo Gentili
Giacomo Gentili (Cremona, 3 de julho de 1997) é um remador italiano.

## Carreira
Ele começou a remar internacionalmente no Campeonato Europeu Júnior de 2014 em Hazewinkel, conquistando a medalha de ouro no four scull. Posteriormente, no Campeonato Mundial Júnior, ele ficou novamente em 14º lugar no skiff quádruplo. No ano seguinte conquistou a medalha de ouro no Campeonato Europeu de Juniores de Racice em simples, reconfirmando-se poucos meses depois no Rio de Janeiro, campo de testes das Olimpíadas de 2016, onde se sagrou campeão mundial na mesma especialidade.
Nos Jogos Olímpicos de Verão de 2024, em Paris, conquistou a medalha de prata na competição de skiff quádruplo masculino, ao lado de Luca Chiumento, Luca Rambaldi e Andrea Panizza com o tempo de 5:44.40.